# Turmalina
Turmalina és com es coneixen popularment als minerals que integren el grup de la turmalina, un grup de minerals borosilicats de la superclasse dels ciclosilicats. Reportada per Christianus-Fridericus Garmann l'any 1707, el nom tourmali era el nom genèric que s'emprava a Ceilan per a les gemmes de colors, majoritàriament zircons. Tourmalin, com un nom més o menys específic, es va començar a utilitzar per Rinmann l'any 1766.
L'ertlita és la darrera espècie que ha entrat a formar part d'aquest grup de minerals, i va ser aprovada per l'Associació Mineralògica Internacional l'estiu de 2024.

## Característiques
La seva fórmula genèrica és A(D₃)G₆(T₆O18)(BO₃)₃X₃Z, on:
- A = Ca, Na, K, o res,
- D = Al, Fe2+, Fe3+, Li, Mg2+, Mn2+,
- G = Al, Cr3+, Fe3+, V3+,
- T = Si (i algunes vegades Al, B3+),
- X = O i/o OH,
- Z = F, O i/o OH.

L'estructura per al grup de la turmalina és una en el qual els tetràedres de SiO₄ estan vinculats en anells de sis membres que tenen un patró hexagonal i estan apilats amb grups BO₃ triangulars, units pels cations del lloc D; els tetraedres de SiO₄ estan vinculats verticalment pels cations de G i els anions X, mentre que les columnes estan unides horitzontalment per tots dos. El grup de la turmalina està integrat per les següents espècies:
| Espècie                 | Fórmula                                  |
| ----------------------- | ---------------------------------------- |
| Adachiïta               | CaFe₃Al₆(Si₅AlO18)(BO₃)₃(OH)₃(OH)        |
| Aluminooxirossmanita    | ◻Al₃Al₆(Si₅AlO18)(BO₃)₃(OH)₃O            |
| Bosiïta                 | NaFe₃3+(Al₄Mg₂)(Si₆O18)(BO₃)₃(OH)₃O      |
| Cel·leriïta             | ◻(Mn2+₂Al)Al₆(Si₆O18)(BO₃)₃(OH)₃(OH)     |
| Cromodravita            | Na(Mg₃)Cr₆3+(Si₆O18)(BO₃)₃(OH)₃(OH)      |
| Cromoaluminopovondraïta | Na(Cr₃)(Al₄Mg₂)(Si₆O18)(BO₃)₃(OH)₃O      |
| Darrellhenryita         | Na(LiAl₂)Al₆(BO₃)₃Si₆O18(OH)₃O           |
| Dravita                 | Na(Mg₃)Al₆(Si₆O18)(BO₃)₃(OH)₃(OH)        |
| Dutrowita               | Na(Fe2+2.5Ti0.5)Al₆(Si₆O18)(BO₃)₃(OH)₃O  |
| Elbaïta                 | Na(Li1,5Al1,5)Al₆(Si₆O18)(BO₃)₃(OH)₃(OH) |
| Ertlita                 | NaAl₃Al₆(Si₄B₂O₁₈)(BO₃)₃(OH)₃O           |
| Ferrobosiïta            | NaFe₃3+(Al₄Fe2+₂₂)(Si₆O18)(BO₃)₃(OH)₃O   |
| Feruvita                | Ca(Fe2+)₃MgAl₅(Si₆O18)(BO₃)₃(OH)₃(OH)    |
| Fluorbuergerita         | Na(Fe₃3+)Al₆(Si₆O18)(BO₃)₃O₃F            |
| Fluordravita            | Na(Mg₃)Al₆(Si₆O18)(BO₃)₃(OH)₃F           |
| Fluorelbaïta            | Na(Li1,5Al1,5)Al₆(Si₆O18)(BO₃)₃(OH)₃F    |
| Fluorliddicoatita       | Ca(Li₂Al)Al₆(Si₆O18)(BO₃)₃(OH)₃F         |
| Fluorrossmanita         | ◻(Al₂Li)Al₆(Si₆O₁₈)(BO₃)₃(OH)₃F          |
| Fluorschorl             | Na(Fe₃2+)Al₆(Si₆O18)(BO₃)₃(OH)₃F         |
| Fluortsilaisita         | Na(Mn2+)₃Al₆(Si₆O18)(BO₃)₃(OH)₃F         |
| Fluoruvita              | Ca(Mg₃)MgAl₅(Si₆O18)(BO₃)₃(OH)₃F         |

| Espècie                | Fórmula                                   |
| ---------------------- | ----------------------------------------- |
| Foitita                | (□,Na)(Fe₂2+Al)Al₆(Si₆O18)(BO₃)₃(OH)₃(OH) |
| Liddicoatita           | Ca(Li₂Al)Al₆(Si₆O18)(BO₃)₃(OH)₃(OH)       |
| Lucchesiïta            | CaFe₃2+ Al₆(Si₆O18)(BO₃)₃(OH)₃O           |
| Magnesiodutrowita      | Na(Mg₂.₅Ti₀.₅)Al₆(Si₆O₁₈)(BO₃)₃(OH)₃O     |
| Magnesiofoitita        | (□,Na)(Mg₂Al)Al₆(Si₆O18)(BO₃)₃(OH)₃(OH)   |
| Magnesiolucchesiïta    | CaMg₃Al₆(Si₆O18)(BO₃)₃(OH)₃O              |
| Maruyamaïta            | K(MgAl₂)(Al₅Mg)(BO₃)₃(Si₆O18)(OH)₃O       |
| Olenita                | Na(Al₃)Al₆(Si₆O18)(BO₃)₃(OH)₃(OH)         |
| Oxicromodravita        | Na(Cr)₃(Cr₄Mg₂)(Si₆O18)(BO₃)₃(OH)₃O       |
| Oxidravita             | Na(MgAl₂)MgAl₅(Si₆O18)(BO₃)₃(OH)₃O        |
| Oxirossmanita          | ☐(LiAl₂)Al₆(Si₆O18)(BO₃)₃(OH)₃O           |
| Oxischorl              | Na(Fe₂2+Al)Al₆(Si₆O18)(BO₃)₃(OH)₃O        |
| Oxiuvita               | CaMg₃Al₆(Si₆O18)(BO₃)₃(OH)₃O              |
| Oxivanadiodravita      | Na(V)₃(V₄Mg₂)(Si₆O18)(BO₃)₃(OH)₃O         |
| Povondraïta            | NaFe₃3+(Mg₂Fe₄3+)(Si₆O18)(BO₃)₃(OH)₃O     |
| Princival·leïta        | Na(Mn₂Al)Al₆(Si₆O18)(BO₃)₃(OH)₃O          |
| Rossmanita             | ☐(LiAl₂)Al₆(Si₆O18)(BO₃)₃(OH)₃(OH)        |
| Schorl                 | Na(Fe₃2+)Al₆(Si₆O18)(BO₃)₃(OH)₃(OH)       |
| Tsilaisita             | Na(Mn2+)₃Al₆(Si₆O18)(BO₃)₃(OH)₃(OH)       |
| Uvita                  | Ca(Mg₃)MgAl₅(Si₆O18)(BO₃)₃(OH)₃(F/OH)     |
| Vanadioxicromiodravita | Na(V)₃(Cr₄Mg₂)(Si₆O18)(BO₃)₃(OH)₃O        |
| Vanadioxidravita       | NaV₃(Al₄Mg₂)(Si₆O18)(BO₃)₃(OH)₃O          |